# عنوان کاری
عنوان کاری (انگلیسی: Working title) که گاه عنوان تولید یا عنوان آزمایشی نیز خوانده می‌شود، عنوان موقتی یک محصول یا پروژه است که در طول توسعهٔ پروژه، از آن استفاده می‌شود و معمولاً در فیلم‌سازی، تولیدات تلویزیونی، ساخت بازی‌های ویدئویی یا ایجاد یک رمان یا آلبوم موسیقی کاربرد دارد.